# Wissenschaftsforum Chemie

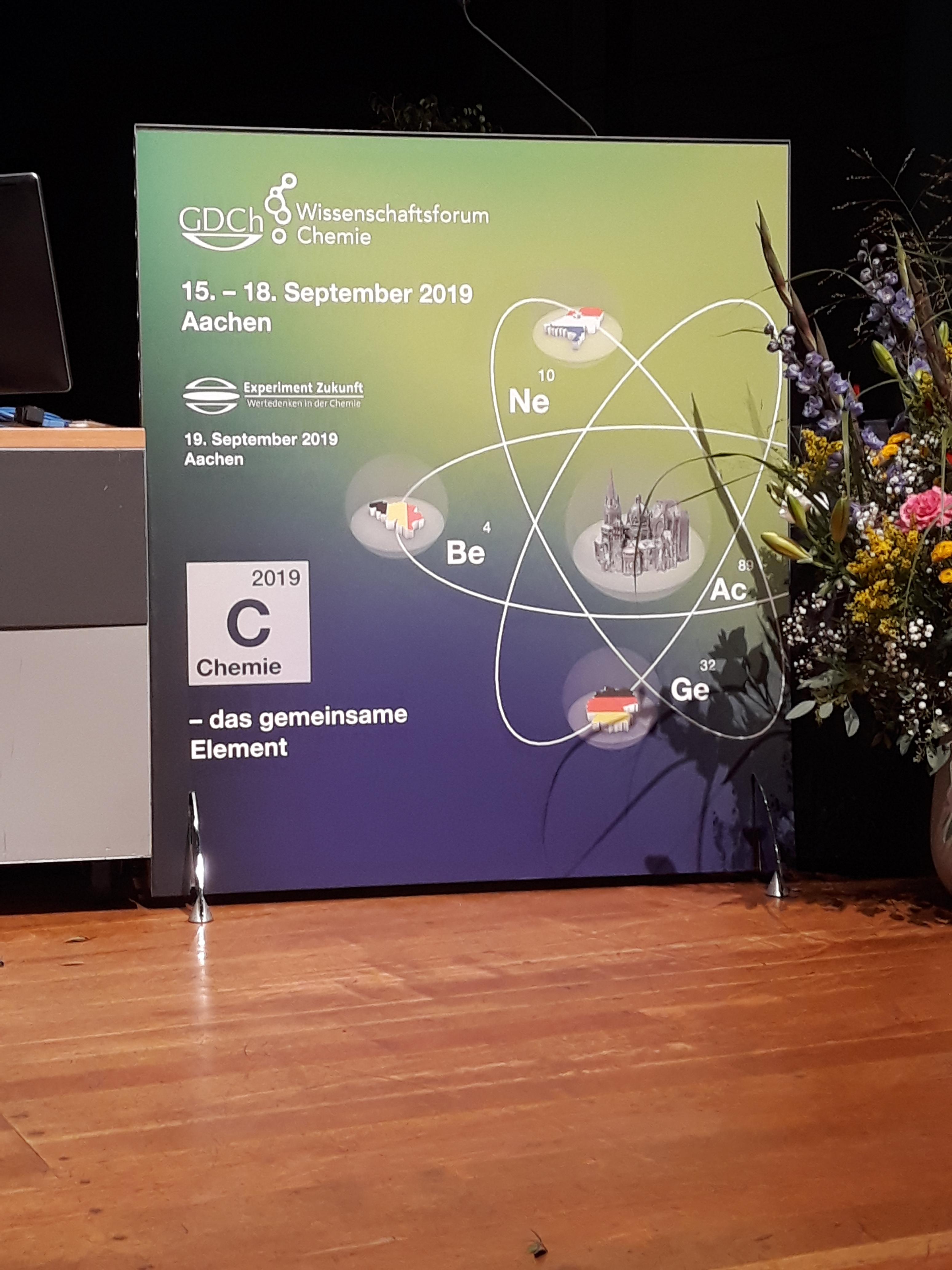
Wissenschaftsforum Chemie 2019

Das Wissenschaftsforum Chemie (Kurzform WiFo) ist ein deutscher Wissenschaftskongress zum Thema Chemie.
Das GDCh-Wissenschaftsforum Chemie findet alle zwei Jahre an wechselnden Orten in Deutschland statt. Die Tagung wird von der Gesellschaft Deutscher Chemiker veranstaltet. Sie gilt als der bedeutendste und wichtigste Chemiekongress in Deutschland.
Neben den wissenschaftlichen Vorträgen werden auf dem Wissenschaftsforum auch viele Preise und Auszeichnungen der GDCh vergeben. Zudem gibt es eine Firmenausstellung, eine Jobbörse und ein Rahmenprogramm, das auch für die interessierte Öffentlichkeit bestimmt ist.

## Bisherige Wissenschaftsforen
- Wissenschaftsforum Chemie 2001 in Würzburg
- Wissenschaftsforum Chemie 2003 in München
- Wissenschaftsforum Chemie 2005 in Düsseldorf
- Wissenschaftsforum Chemie 2007 in Ulm
- Wissenschaftsforum Chemie 2009 in Frankfurt am Main
- Wissenschaftsforum Chemie 2011 in Bremen
- Wissenschaftsforum Chemie 2013 in Darmstadt
- Wissenschaftsforum Chemie 2015 in Dresden
- Wissenschaftsforum Chemie 2017 in Berlin
- Wissenschaftsforum Chemie 2019 in Aachen[6]

### 2019
Das GDCh-Wissenschaftsforum Chemie 2019 fand vom 15. bis 18. September in Aachen statt. Vergeben wurde der Fresenius-Preis, der Karl-Ziegler-Preis, der Heinz-Schmidkunz-Preis, die Adolf-von-Baeyer-Denkmünze und der Wöhler-Preis für Nachhaltige Chemie, jeweils mit dem Auszeichnungsjahr 2019. Es fanden Plenarsymposien zu den Themen „Faszination Chemie“, „Molecular Design“ und „Ressourcen“ statt.